# Kana (Verlag)
Kana ist ein frankobelgischer Manga-Verlag und Imprint des Verlags Dargaud. Er wurde 1996 vom Buchhändler Yves Schlirf in Brüssel gegründet. Die Sparte entwickelte sich zu den wichtigsten Manga-Verlagen der französischsprachigen Welt. Zum Programm gehören auch Anime-DVDs und Figuren.

## Reihen (Auswahl)
- Arms
- Basara
- Black Butler
- Death Note
- Detektiv Conan
- Doraemon
- Dr. Kotō Shinryōjo
- Gash!
- Gin Tama
- Hunter × Hunter
- I Am a Hero
- Inu Yasha
- Lady Snowblood
- Monster
- Naruto
- The Prince of Tennis
- Die Rosen von Versailles
- Samurai Deeper Kyo
- Shaman King
- Slam Dunk
- Yu-Gi-Oh!